# Autovettura

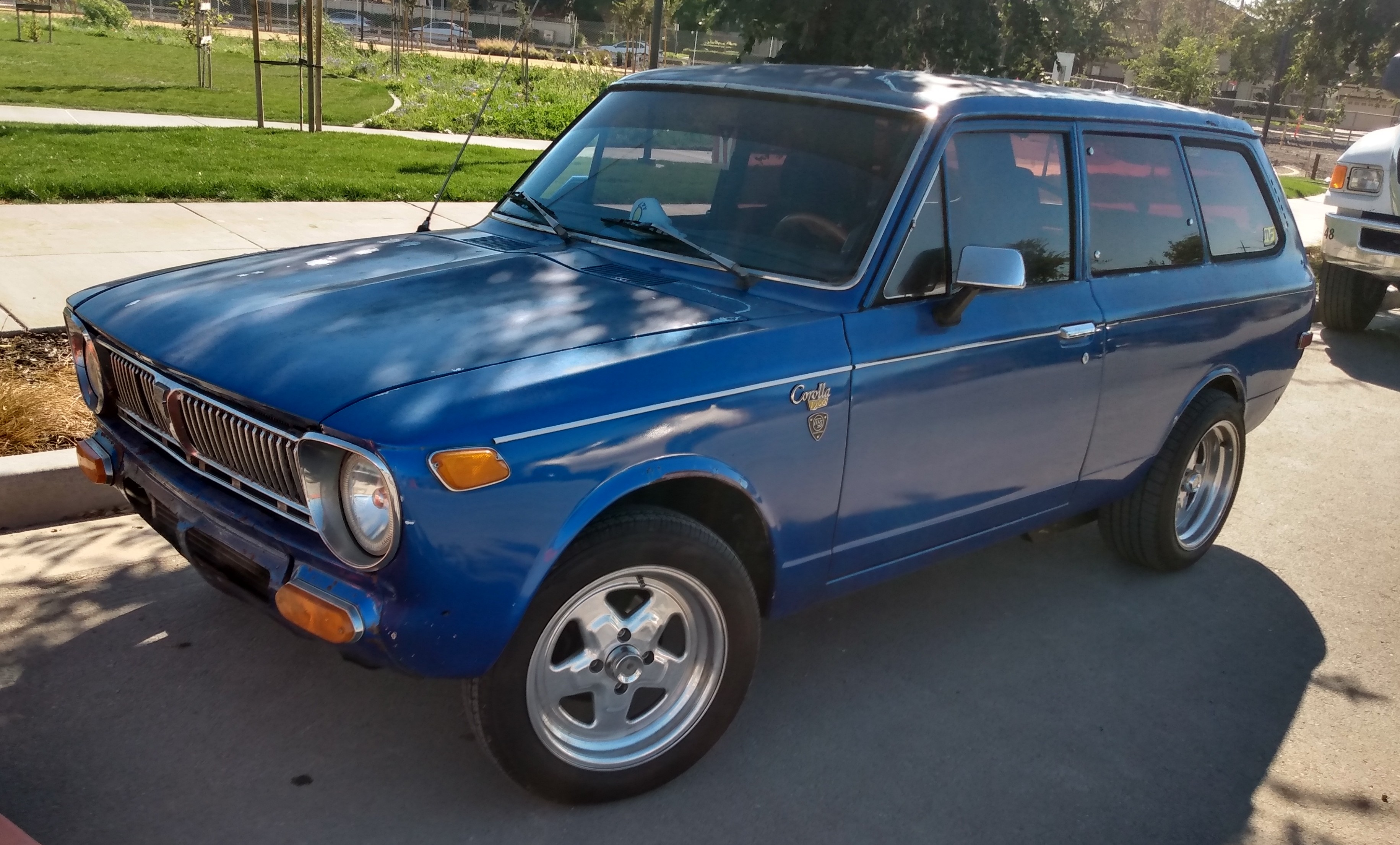
Autovettura

Autovettura è un termine usato nel codice della strada (art. 54) per indicare un tipo di autoveicolo a motore con almeno quattro ruote (esclusi i motoveicoli), destinato al trasporto di persone e avente al massimo nove posti, compreso quello del conducente.
Normalmente, il termine autovettura è sinonimo di automobile e della forma contratta auto, anche se effettivamente “gli automobili” comprendono qualsiasi tipo di veicolo stradale o natante, mosso da un motore di qualsiasi genere (termico, elettrico, ecc.), alimentato da qualunque forma di energia immagazzinata e disponibile sul veicolo stesso (benzina, elettricità, ecc.).
Tuttavia, il significato generico definisce una vettura stradale ad autotrazione, per controparte di una vettura a trazione animale, azionata da un motore a combustione interna o elettrico, dove lo spazio interno per i passeggeri, detto abitacolo, è provvisto di sedili solitamente anche per il conducente; mentre il motore e il vano per i bagagli, detto bagagliaio, trovano posto all'esterno, formando altri volumi dell'auto (monovolume, a due volumi, a tre volumi, ecc).

## Storia
Già nel XIII secolo Ruggero Bacone, secondo alcune interpretazioni, profetizzava l'avvento di carri che senza cavalli potessero muoversi con slancio straordinario (Currus etiam possunt fieri ut sine animali moveantur cum impetu inaestimabili). Lo stesso Leonardo da Vinci disegnò il prototipo di un'automobile che, tuttavia, non venne mai costruito. Dopo i progetti rinascimentali e il prototipo settecentesco di Cugnot basato sul vapore, l'automobile come mezzo di trasporto valido e alternativo alla trazione animale si affermò nell'Ottocento. Per la sua propulsione furono utilizzati numerosi e diversi motori con vari sistemi di alimentazione finché, dopo la prima guerra mondiale, il motore a combustione interna e la benzina si imposero dovunque su tutti gli altri. Anche esteticamente l'automobile si sviluppò dai primi carri e carrozze direttamente derivati dai veicoli trainati dai cavalli verso forme sempre più autonome, tendenti da un lato a sfruttare le caratteristiche aerodinamiche del mezzo e dall'altro a fornire sempre maggior comfort ai passeggeri. Nel corso del Novecento, i continui miglioramenti tecnici della componente motoristica e le altre innovazioni (gli pneumatici in particolare) non hanno comunque impedito l'elaborazione di progetti innovativi per i motori e i sistemi d'alimentazione delle automobili.

## Descrizione
Normalmente le autovetture sono caratterizzate da tre volumi, detti anche vani: l'abitacolo (per il conducente e i passeggeri), la zona destinata ai bagagli (abbastanza contenuta) e il vano del motore. Ciascuna di queste parti può essere più o meno in evidenza nel disegno della carrozzeria.
Il numero dei posti può variare da un minimo di due a un massimo di nove, compreso quello del conducente. In alcuni casi i sedili sono permanentemente ancorati alla carrozzeria, in altri casi sono rimovibili. La movibilità dei sedili permette di armonizzare più efficacemente il trasporto di persone con l'occasionale necessità di trasportare merci.
La morfologia delle autovetture è abbastanza variabile.

## Principali tipi di autovetture
Le immagini che seguono illustrano le forme più diffuse delle autovetture, sulla base delle indicazioni delle Norme ISO 3833:1977, a cui le stesse direttive comunitarie fanno tuttora riferimento. La carrozzeria è un aspetto fondamentale dell'autovettura e ne permette una più facile identificazione. Le case costruttrici, tuttavia, sono costantemente impegnate a creare nuove forme e funzionalità per i propri autoveicoli, tanto che non sempre è facile ricondurli alle tipologie definite dalle norme. Sotto ogni immagine è stato riportato il codice di carrozzeria corrispondente. Si tratta della sigla con cui, nell'ambito dell'Unione europea, vengono identificate le carrozzerie delle autovetture. Nelle carte di circolazione italiane (quelle in formato A4), tale codice è annotato nel campo J.2 del secondo quadrante.

### Berlina

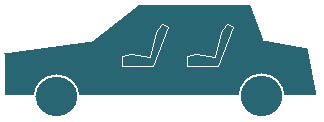
Codice di carrozzeria (Direttiva 2001/116/CE): AA

In questa autovettura l'abitacolo e il bagagliaio sono separati fra loro: ciascuno di essi ha accessi indipendenti. Di solito, presenta due (o più) finestrini su ogni fiancata e quattro portiere. I posti totali sono normalmente 4 o 5, distribuiti su due file trasversali. Questo tipo di carrozzeria è detto anche a "tre volumi".

### Due volumi

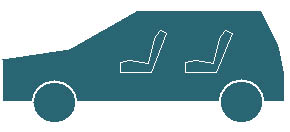
Codice di carrozzeria (Direttiva 2001/116/CE): AB

A differenza della precedente, in questa autovettura le portiere possono anche essere due, ma in genere l'auto è detta a tre o a cinque porte, con il vano bagagli in qualche modo comunicante con l'abitacolo, anche se risulta più facile l'accesso dal portellone posteriore. Questa configurazione viene utilizzata in molte vetture medio piccole e nella maggior parte delle utilitarie, per poter fornire maggiore elasticità di carico, e quindi poter scegliere, a seconda delle necessità, il trasporto dei passeggeri nei sedili posteriori, oppure una maggiore volumetria del piano di carico, abbattendo lo schienale posteriore. Rientrano in questa categoria anche gran parte dei fuoristrada e dei SUV.

### Monovolume
Quasi sempre dotata di quattro portiere, o anche detta “auto a cinque porte”, la sua forma è fortemente influenzata dal vano bagagli come nella due volumi; rispetto a quest'ultima si differenzia per la cubatura interna maggiore e per l'altezza molto più pronunciata e paragonabile a quella delle SUV. Le altre misure di ingombro differiscono poco da quelle delle normali berlina e coupé.

### Familiare

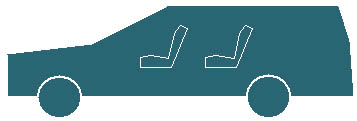
Codice di carrozzeria (Direttiva 2001/116/CE): AC

Quasi sempre derivata da un modello berlina, la familiare ha di solito un profilo abbastanza allungato nel posteriore, per ampliare il vano di carico dei bagagli, ma a volte anche per ulteriori sedili passeggeri, quindi è più ampio di quello che caratterizza la classica auto a due volumi. I posti totali a sedere, in genere, sono 5, ma possono anche arrivare a 7. Le portiere laterali sono 4 (più raramente 6) e su ciascuna fiancata possono essere presenti più di 2 finestrini. Nella parte posteriore si trova solitamente un portellone singolo o anche doppio. 

### Coupé

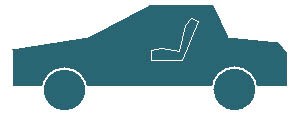
Codice di carrozzeria (Direttiva 2001/116/CE): AD

Autovettura concepita per due sole persone (autista e passeggero), è caratterizzata spesso da una linea sportiva, slanciata e filante, ma son sempre più frequenti i modelli con ulteriore seduta posteriore, per quanto solitamente definibile “di fortuna”, detti anche “2+2”. 

### Decappottabile

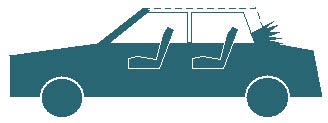
Codice di carrozzeria (Direttiva 2001/116/CE): AE

Tra le “auto aperte” o con “tetto apribile”, dette anche convertibili, rientrano diverse tipologie di auto e di varianti, da quelle con il solo tetto apribile, tipo la Citroën Dyane, a quelle completamente aperte e senza la possibilità di chiusura, come la Ferrari 166 MM.

#### Barchetta
La barchetta è un tipo di carrozzeria automobilistica completamente priva di capote e di finestrini laterali, caratterizzata da un parabrezza di ridotte dimensioni, a volte diviso in due parti o anche completamente assente. Il nome è dovuto alla somiglianza della vettura ad un piccolo motoscafo.

#### Cabrio
La cabrio è un tipo di carrozzeria che può scoprire l'abitacolo, ripiegando la capote meccanicamente o manualmente nella parte posteriore dell'auto; la copertura può essere in tela (soft-top) o in materiale rigido (hard-top), ed in alcuni modelli, può essere completamente sganciata dall'auto e lasciata in garage. Da qualche anno, in alcuni modelli, viene utilizzato anche il vetro, come materiale della capote, in modo da poter offrire la sensazione d'essere all'aria aperta o in “open-air”, anche con il tetto chiuso. 

#### Roadster
La roadster, sul mercato automobilistico statunitense, è una vettura leggera sportiva, a due posti, scoperta, dotata di tetto ripiegabile, ma senza montanti e senza finestrini laterali.

#### Spider
La spider o spyder, è un'automobile con carrozzeria cabrio a soli due posti, di impronta sportiva, con montanti e finestrini laterali.

#### Targa
La targa è un tipo di carrozzeria con tetto rigido asportabile, solitamente di materiale plastico, sorretto dal parabrezza e da un robusto roll-bar centrale. In pratica, è una carrozzeria a metà strada tra coupé e spider.

### Veicolo multiuso (o monovolume grande)

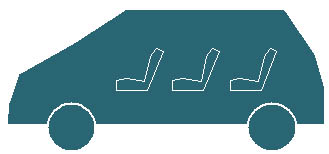
Codice di carrozzeria (Direttiva 2001/116/CE): AF

Le direttive comunitarie lo definiscono come veicolo "destinato al trasporto di passeggeri e dei loro bagagli o merci in un unico vano". Ha un profilo spesso continuo, non spezzato, che delimita senza distinzione i tre vani principali dell'autovettura (abitacolo, bagagliaio e vano del motore). Talvolta, invece, è più simile a quello delle familiari. Autovetture di questo tipo sono, per esempio, Renault Espace, Lancia Phedra, Ford Galaxy e Fiat Ulysse. I sedili sono rimovibili e possono perciò essere smontati e reinstallati grazie a pratici sistemi di ancoraggio. Il numero dei posti, di solito, va da un minimo di 5 a un massimo di 9.